# Delapidare
Delapidarea este definită în Art. 295 din Codul Penal al României, Titlul V (Infracțiuni de corupție și de serviciu - Infracțiuni de serviciu): "Însușirea, folosirea sau traficarea de către un funcționar public, în interesul său ori pentru altul, de bani, valori sau alte bunuri pe care le gestionează sau le administrează se pedepsește cu închisoarea de la 2 la 7 ani și interzicerea exercitării dreptului de a ocupa o funcție publică".
Sub aspectului modului în care este săvârșită delapidarea, această infracțiune poate fi comparată cu furtul sau cu furtul în scop de folosință, deoarece constă într-o acțiune de sustragere definitivă sau temporară de bani, valori sau orice alte bunuri din patrimoniul unei persoane juridice, fără consimțământul acesteia.
Este necesar ca autorul delapidării să dețină, cumulativ, atât calitatea de funcționar public sau "privat", cât și calitatea de gestionar sau de administrator. "Gestionarul" este persoana care are sarcini în legătură cu primirea, păstrarea și eliberarea de bunuri corporale iar "administratorul" este persoana care are atribuții în sensul încheierii unor acte de dispoziție, de decizie, cu privire la bunurile unității (ex. acte de planificare, aprovizionare, desfacere, efectuarea de plăți, etc.). 
Delapidarea poate fi săvârșită prin trei modalități alternative: 
(i) prin însușire, care presupune scoaterea definitivă a bunului din patrimoniul persoanei vătămate și trecerea acestui bun în stăpânirea autorului ori a altei persoane, în urma acțiunii autorului;
(ii) prin folosire, care presupune scoaterea temporară a bunului din patrimoniul persoanei vătămate, succedată de utilizarea bunului și, ulterior, de readucerea bunului în patrimoniul persoanei vătămate și
(iii) prin traficare, care presupune scoaterea temporară a bunului din patrimoniul persoanei vătămate, urmată de încredințarea bunului către un terț, în vederea folosirii de către acesta, în scopul obținerii unui profit ilicit. Infracțiunea poate fi săvârșită doar cu intenție, directă sau indirectă.
În pronunțarea infracțiunii de delapidare este esențial să existe o legătură între fapta care a fost săvârșită și pagubele produse. Punerea sub acuzare se poate face numai în aceste condiții, în care administrarea probelor să poate justifica și demonstra legătura dintre făptuitor și pagubele pentru care este acuzat.
Există și infracțiunea de delapidare în formă continuată, ceea ce înseamnă că făptuitorul produce pagube în mod repetate, în aceeași funcție și asupra bunurilor sau valorilor pe care le are în gestiune sau administrare. 
Dacă sustragerea unui bun din gestiune nu a produs nicio pagubă, fapta va întruni elementele constitutive ale infracțiunii de abuz în serviciu (art. 297 C. pen.).